# Belmont (Nowy Jork)
Belmont – wieś w Stanach Zjednoczonych, w stanie Nowy Jork, w hrabstwie Allegany.